# Grand Prix Formule 1 van Hongarije 1988
De Grand Prix Formule 1 van Hongarije 1988 werd verreden op 7 augustus op de Hungaroring in Mogyoród nabij Boedapest.

## Verslag

### Kwalificatie
Ayrton Senna pakte de vierentwintigste pole-position. Hiermee kwam hij derde in het klassement voor het meeste pole-positions aller tijden, achter Jim Clark en Juan Manuel Fangio. De turbomotoren hadden op het bochtige circuit minder voordeel op de zuigermotoren dan op andere circuits. Hierdoor pakte Nigel Mansell de tweede plaats, voor Thierry Boutsen en Ivan Capelli. Alain Prost vertrok vanop een magere zevende plaats, de Ferraris vanop de 9de en 15de plaats.

### Race

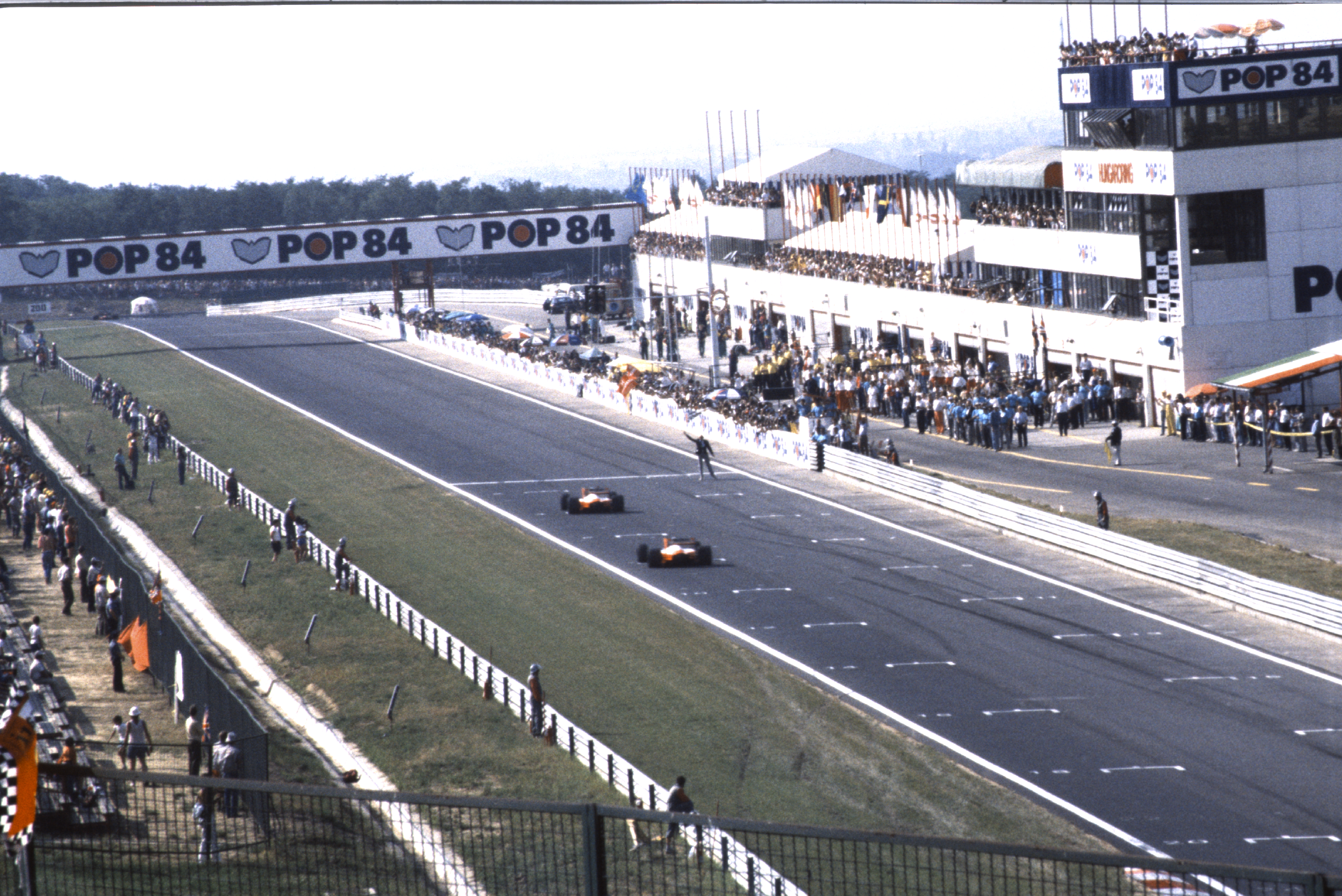
Geblokte vlag: Senna wint voor Prost

Mansell startte sterk, maar Senna wist de Brit toch net achter zich te houden. Door zijn betere motor wist de Braziliaan wel snel een kloof te slaan. Riccardo Patrese en Prost maakten beiden een sterke start. Patrese klom op van de zesde naar de derde plaats, Prost van de negende naar de zevende. In de twaalfde ronde, spinde Mansell en werd teruggeslagen naar de vierde plaats. Senna moest hierdoor de aanvallen van de andere Williams afslaan. De Italiaan viel later terug met motorproblemen, terwijl ook Alessandro Nannini gelijkaardige problemen kende. In de 32ste ronde was Prost naar de 3de plaats geklommen, achter Senna en Thierry Boutsen. In de 37ste ronde moest Mansell in de pits gaan voor nieuwe banden. Prost ging in de 47ste ronde voorbij Boutsen en probeerde Senna bij te halen. Twee ronden later maakte Senna zich op om Yannick Dalmas en Gabriele Tarquini op een ronde te zetten. Prost ging de drie voorbij in een adembenemend inhaalmanoeuvre. Hij ging echter breed over de baan en Senna sloeg erin hem opnieuw in te halen. Prost zette de snelste ronde neer van de race, maar moest snelheid terugnemen door een losgekomen wiellager. In de 58ste ronde moest Mansell met een gelijkaardig probleem opgeven. Boutsen kwam hoe langer, hoe dichter bij Prost maar de Fransman bleef ook druk zetten op Senna. Beide McLarens kwamen uiteindelijk met slechts een halve seconde verschil over de finish. Boutsen werd derde met een kapotte uitlaat. Gerhard Berger, Mauricio Gugelmin en Patrese behaalden ook nog punten.

## Uitslag
| Pos. | Nr. | Coureur            | Constructeur    | Rondes | Tijd / Oorzaak uitval | Grid | Punten |
| ---- | --- | ------------------ | --------------- | ------ | --------------------- | ---- | ------ |
| 1    | 12  | Ayrton Senna       | McLaren-Honda   | 76     | 1:57:47.081           | 1    | 9      |
| 2    | 11  | Alain Prost        | McLaren-Honda   | 76     | + 0.529               | 7    | 6      |
| 3    | 20  | Thierry Boutsen    | Benetton-Ford   | 76     | + 31.410              | 3    | 4      |
| 4    | 28  | Gerhard Berger     | Ferrari         | 76     | + 1:28.670            | 9    | 3      |
| 5    | 15  | Mauricio Gugelmin  | March-Judd      | 75     | + 1 Ronde             | 8    | 2      |
| 6    | 6   | Riccardo Patrese   | Williams-Judd   | 75     | + 1 Ronde             | 6    | 1      |
| 7    | 2   | Satoru Nakajima    | Lotus-Honda     | 73     | + 3 Rondes            | 19   |        |
| 8    | 1   | Nelson Piquet      | Lotus-Honda     | 73     | + 3 Rondes            | 13   |        |
| 9    | 29  | Yannick Dalmas     | Larrousse-Ford  | 73     | + 3 Rondes            | 17   |        |
| 10   | 24  | Luis Perez-Sala    | Minardi-Ford    | 72     | + 4 Rondes            | 11   |        |
| 11   | 33  | Stefano Modena     | EuroBrun-Ford   | 72     | + 4 Rondes            | 26   |        |
| 12   | 30  | Philippe Alliot    | Larrousse-Ford  | 72     | + 4 Rondes            | 20   |        |
| 13   | 31  | Gabriele Tarquini  | Coloni-Ford     | 71     | + 5 Rondes            | 22   |        |
| DNF  | 17  | Derek Warwick      | Arrows-Megatron | 65     | Remmen                | 12   |        |
| DNF  | 5   | Nigel Mansell      | Williams-Judd   | 60     | Onwel                 | 2    |        |
| DNF  | 18  | Eddie Cheever      | Arrows-Megatron | 55     | Remmen                | 14   |        |
| DNF  | 27  | Michele Alboreto   | Ferrari         | 40     | Elektrisch probleem   | 15   |        |
| DNF  | 25  | René Arnoux        | Ligier-Judd     | 32     | Motor                 | 25   |        |
| DNF  | 22  | Andrea de Cesaris  | Rial-Ford       | 28     | Aandrijving           | 18   |        |
| DNF  | 19  | Alessandro Nannini | Benetton-Ford   | 24     | Oververhitting        | 5    |        |
| DNF  | 36  | Alex Caffi         | Dallara-Ford    | 22     | Motor                 | 10   |        |
| DNF  | 26  | Stefan Johansson   | Ligier-Judd     | 19     | Gaspedaal             | 24   |        |
| DNF  | 23  | Pierluigi Martini  | Minardi-Ford    | 8      | Botsing               | 16   |        |
| DNF  | 14  | Philippe Streiff   | AGS-Ford        | 8      | Botsing               | 23   |        |
| DNF  | 16  | Ivan Capelli       | March-Judd      | 5      | Motor                 | 4    |        |
| DNF  | 3   | Jonathan Palmer    | Tyrrell-Ford    | 3      | Motor                 | 21   |        |
| DNQ  | 32  | Oscar Larrauri     | EuroBrun-Ford   |        |                       |      |        |
| DNQ  | 10  | Bernd Schneider    | Zakspeed        |        |                       |      |        |
| DNQ  | 4   | Julian Bailey      | Tyrrell-Ford    |        |                       |      |        |
| DNQ  | 9   | Piercarlo Ghinzani | Zakspeed        |        |                       |      |        |
| DNPQ | 21  | Nicola Larini      | Osella          |        |                       |      |        |

## Statistieken
| Pole-position | Ayrton Senna | McLaren-Honda | 1:27.635 |
| Snelste ronde | Alain Prost  | McLaren-Honda | 1:30.639 |

## Noot
- Dit was de 25ste snelste ronde voor Alain Prost.
- Vijfde podiumplaats voor Thierry Boutsen.

1936 · 1986 · 1987 · 1988 · 1989 · 1990 · 1991 · 1992 · 1993 · 1994 · 1995 · 1996 · 1997 · 1998 · 1999 · 2000 · 2001 · 2002 · 2003 · 2004 · 2005 · 2006 · 2007 · 2008 · 2009 · 2010 · 2011 · 2012 · 2013 · 2014 · 2015 · 2016 · 2017 · 2018 · 2019 · 2020 · 2021 · 2022 · 2023 · 2024 · 2025 · 2026 · 2027 · 2028 · 2029 · 2030 · 2031 · 2032